# Sphaerioidea
Sphaerioidea zijn een superfamilie uit de superorde Imparidentia.

## Families
- Familie  † Neomiodontidae R. Casey, 1955
- Familie Sphaeriidae Deshayes, 1855